# Os Suburbanos
Os Suburbanos é uma série produzida pelo canal Multishow, dirigida por Luciano Sabino. A primeira temporada está sendo exibida desde o dia 6 de julho de 2015. O título é uma alusão a uma peça de teatro de mesmo nome lançada em 2005, estrelada por Rodrigo Sant'Anna, Thalita Carauta, Isabelle Marques, Sant'Anna também assinou o texto e a direção do espetáculo.
Conta com Rodrigo Sant'Anna, Babu Santana, Carla Cristina Cardoso, Maria Salvadora , Isabelle Marques, Nando Cunha e Michelle Martins nos principais papéis.

## Enredo
Jeferson de Souza dos Santos é um motorista de kombi que sonha com a fama como cantor de pagode. O sucesso chega quando ele grava um clipe amador para a música "Xavasca Guerreira", que viraliza na internet, transformando-o em Jefinho do Pagode, popular nas comunidades cariocas. Mas com a fama também vem diversas confusões, ainda mais com amigos e vizinhos completamente pirados.

## Elenco
| Rodrigo Sant'Anna      | Jeferson de Souza (Jefinho do Pagode)    |  |  |  |  |  |  |
| Babu Santana           | Wellington de Souza (Wellinto)           |  |  |  |  |  |  |
| Carla Cristina Cardoso | Gisleine da Silva                        |  |  |  |  |  |  |
| Maria Salvadora        | Dalva de Souza dos Santos (Avóia)        |  |  |  |  |  |  |
| Mariah da Penha        | Dalva de Souza dos Santos (Avóia)        |  |  |  |  |  |  |
| Isabelle Marques       | Pâmela                                   |  |  |  |  |  |  |
| Nando Cunha            | Jurandir de Souza (Dinda)                |  |  |  |  |  |  |
| Michelle Martins       | Dandara / Tatiene                        |  |  |  |  |  |  |
| Solange Couto          | Solange de Souza dos Santos (Mãe Má)     |  |  |  |  |  |  |
| Tadeu Mello            | José Chinílson Ferreira da Silva (China) |  |  |  |  |  |  |
| Rafael Zulu            | Ricardson                                |  |  |  |  |  |  |
| Leandro Lamas          | Batata                                   |  |  |  |  |  |  |
| Wagner Trindade        | Sérgio                                   |  |  |  |  |  |  |
| Marcelo Caridade       | Charles                                  |  |  |  |  |  |  |
| Zezeh Barbosa          | Dirce da Silva                           |  |  |  |  |  |  |
| Natália Lage           | Samira dos Anjos Lopes                   |  |  |  |  |  |  |
| Érika Januza           | Rebeca                                   |  |  |  |  |  |  |
| Antônio Carlos         | Cauã                                     |  |  |  |  |  |  |

### Participações especiais
| Ator                   | Personagem      |
| ---------------------- | --------------- |
| Cosme dos Santos       | Agenor de Souza |
| Valesca Popozuda       | Diandra         |
| Jojo Maronttinni       | Babá            |
| Otaviano Costa         | Ota             |
| Mulher Melão           | Cavala          |
| Fernanda Lima          | Sônia Neiva     |
| Suely Franco           | Teodora         |
| Nicola Siri            | Rodolfo         |
| Anselmo Vasconcelos    | Rolando Rebelo  |
| Gillray Coutinho       | Dr. Sófocles    |
| Tati Quebra Barraco    | Ivone           |
| Gigante Léo            | Maior           |
| Eduardo Galvão         | Olavo Limpo     |
| Duda Nagle             | Apolo           |
| Ronnie Marruda         | Tião Açougueiro |
| Caike Luna             | Marcos          |
| Marcos Oliveira        | Charufe         |
| Roberta Foster         | Adalgisa        |
| Antônio Fragoso        | Elísio Pontes   |
| Jonathan Haagensen     | Tuninho Carioca |
| Marcius Melhem         | Abraão          |
| Helga Nemeczyk         | Vanda           |
| Raphael Viana          | Pablito         |
| Cláudia Mauro          | Suzana          |
| Cininha de Paula       | Sâmela          |
| Rodrigo Fagundes       | Santiago        |
| Ivone Hoffmann         | Abigail         |
| Bia Guedes             | Suellen         |
| Mabel Cezar            | Jenifer Rebeca  |
| Hylka Maria            | Rosângela       |
| Karen Junqueira        | Soraya          |
| Luka Ribeiro           | Bóris           |
| Jack Barraquero        | Nervoso         |
| Sílvio Matos           | Senador         |
| Fábio de Luca          | Gilberto Leite  |
| Susana Vieira          | Ela mesma       |
| Valéria Valenssa       | Ela mesma       |
| Martinho da Vila       | Ele mesmo       |
| Kelly Key              | Ela mesma       |
| Neguinho da Beija Flor | Ele mesmo       |
| Heloísa Perissé        | Ela mesma       |
| Arlindo Cruz           | Ele mesmo       |
| Diogo Nogueira         | Ele mesmo       |
| Daniel                 | Ele mesmo       |
| Serjão Loroza          | Ele mesmo       |
| Sula Miranda           | Ela mesma       |
| Edson & Hudson         | Eles mesmos     |
| Ana Paula Renault      | Ela mesma       |
| Viviane Araújo         | Ela mesma       |
| Sidney Magal           | Ele mesmo       |
| Alcione                | Ela mesma       |
| David Brazil           | Ele mesmo       |
| Dudu Nobre             | Ele mesmo       |
| Mr. Catra              | Ele mesmo       |
| MC Carol               | Ela mesma       |
| Mart'nália             | Ela mesma       |
| Supla                  | Ele mesmo       |
| Paulo Ricardo          | Ele mesmo       |
| Buchecha               | Ele mesmo       |
| Teresa Cristina        | Ela mesma       |
| Fabiana Karla          | Ela mesma       |
| MC Livinho             | Ele mesmo       |
| Sorriso Maroto         | Eles mesmos     |
| Tchakabun              | Eles mesmos     |
| Narcisa Tamborindeguy  | Ela mesma       |
| MC Sapão               | Ele mesmo       |
| Luís Lobianco          | Ele mesmo       |
| Ellen Roche            | Ela mesma       |
| Nicole Bahls           | Ela mesma       |